# Port de Bizerta

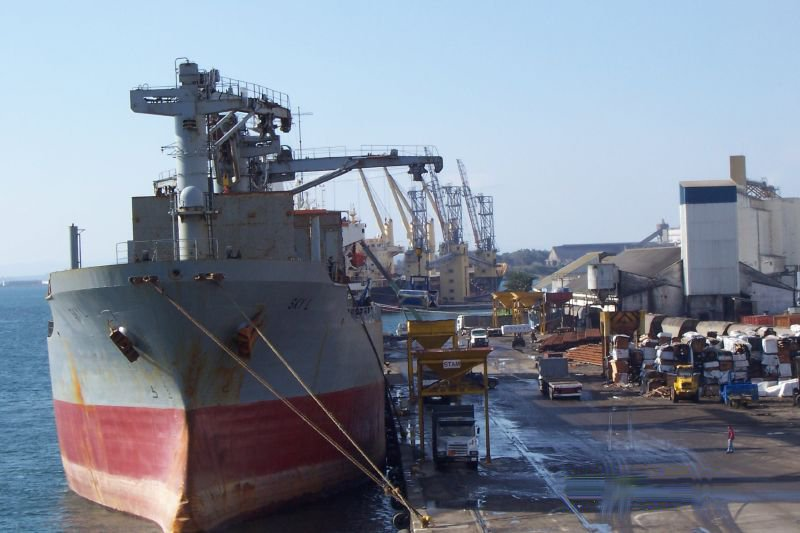
Vaixell al port de Bizerta

El port de Bizerta-Menzel Bourguiba (àrab: ميناء بنزرت - منزل بورقيبة, mīnāʾ Binzart - Manzil Būrqība) és un port situat al llac o badia de Bizerta, a uns 15 km de la costa i 12 km al sud de Bizerta, a la delegació de Menzel Bourguiba. Compta amb cinc molls, ben protegits per la badia, i amb un accés de fins a 17 m en el punt de menys profunditat del canal. El 2006, va moure quasi cinc milions de tones, i inclou unes drassanes de 50 hectàrees avui en reconversió, a més d'amples magatzems.

## Història
El port va sorgir el 1891 quan es va obrir un canal que permetia l'entrada al llac de grans vaixells. Es van construir dos embarcadors i molls en una zona de 86 hectàrees, a la zona sud del llac, amb una profunditat de 10 m. La ciutat entorn del port es deia, sota els francesos, Ferryville, que és la moderna Menzel Bourguiba (‘la casa de Bourguiba’).

## Activitat
Pot acollir grans vaixells i també naus comercials de tota mena. Pel port, s'exporten carburants, cereals i minerals.